# Armada waterstoni
Armada waterstoni är en fjärilsart som beskrevs av Edward P. Wiltshire 1949. Armada waterstoni ingår i släktet Armada och familjen nattflyn. Inga underarter finns listade i Catalogue of Life.